# Пам'ятки архітектури Конотопського району
У Конотопському районі Сумської області на обліку перебуває 8 пам'яток архітектури.
| № | Назва                                           | Дата спорудження | Місце            |
| - | ----------------------------------------------- | ---------------- | ---------------- |
| 1 | Палацо-парковий ансамбль садиби княгині Львової | 1745-1783        | с. Бочечки.      |
| 2 | Ансамбль Покровської церкви                     | 1894-1896        | с. Вирівка       |
| 3 | Покровська церква                               | 1875             | с. В’язове.      |
| 4 | Миколаївська церква                             | 1899             | с. Гути.         |
| 5 | Різдва Богородиці церква                        | 1902-1906        | с. Дептівка.     |
| 6 | Воскресенська церква                            | 1795             | с. Кошари.       |
| 7 | Покрова Богородиці церква                       | 1883             | с. Малий Самбір. |
| 8 | Петропавлівська церква                          | 1882             | с. Салтикове     |
|   |                                                 |                  |                  |